# Ocean Paradise (diamante)
L'Ocean Paradise è un famoso diamante del peso di 1,6 carati (0,32 g), tagliato a ovale. Malgrado le dimensioni ridotte, è uno dei diamanti più rari e famosi al mondo, in quanto uno dei soli due diamanti noti, insieme all'Ocean Dream, a possedere naturalmente una colorazione blu-verde, solitamente ottenuta solo a seguito di miglioramenti artificiali.  
Scoperto nel 2012 a Diamantina, Brasile, la gemma è proprietà del Gruppo Nashhonov ed è stata stimata a un valore intorno ai 2,67 milioni di dollari, circa un quinto della sua gemma sorella. 